# Новосілля (фільм, 1955)
«Новосілля» (рос. «Новоселье») — фільм вірменського кінорежисера Амо Бек-Назаряна. За п'єсою Абдулли Каххара «Шовкове сюзане».

## Актори
- Н. Атауллаєва
- А. Ходжаєв
- Лютфі Саримсакова — Холнісо
- Шукур Бурханов — Мавлон